# Andrew Ranicki

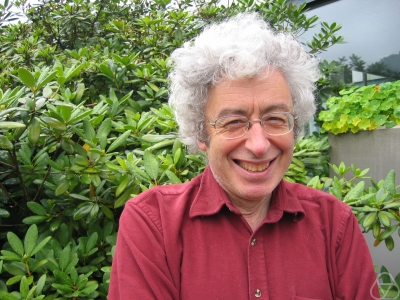
Andrew Ranicki (2008)

Andrew Alexander Ranicki (Geburtsname Andrzej Aleksander Ranicki; geboren am 30. Dezember 1948 in London; gestorben am 21. Februar 2018 in Edinburgh) war ein britischer Mathematiker auf dem Gebiet der algebraischen Topologie und Professor der Mathematik an der Universität Edinburgh.

## Leben und Wirken
Ranicki war der Sohn des Literaturkritikers Marcel Reich-Ranicki (1920–2013) und der Künstlerin Teofila Reich-Ranicki (1920–2011); in der Familie sprach man polnisch. Er wuchs in Warschau, in Frankfurt am Main und Hamburg auf und besuchte ab dem sechzehnten Lebensjahr die Schule in England. Ranicki studierte an der Universität in Cambridge Mathematik und erwarb 1969 das Diplom. In Cambridge war er Schüler der Topologen Andrew Casson und John Frank Adams und wurde 1973 über die algebraische L-Theorie promoviert. Ranicki erhielt während seines Studiums zahlreiche Preise und Ehrungen für seine wissenschaftlichen Leistungen. Von 1972 bis 1977 war er Fellow des Trinity College in Cambridge.
Von 1977 bis 1982 war er Assistenzprofessor an der Princeton University, ab 1982 an der Universität Edinburgh Lecturer und ab 1987 Reader. Im Jahr 1992 wurde er Fellow der Royal Society of Edinburgh. Ab 1995 war Ranicki an der Universität Edinburgh Inhaber des Lehrstuhls für Algebraische Chirurgie. Mehrfach hielt er sich als Gastwissenschaftler am Max-Planck-Institut für Mathematik in Bonn auf, zuletzt im Jahr 2011. Von 1988 bis 2015 war er Redakteur der Fachzeitschrift „Forum Mathematicum“.

## Privates
Ranicki war ab 1979 mit der US-amerikanischen Paläontologin Ida Thompson verheiratet. Sie haben eine Tochter, Carla Helen Emily Ranicki, die nach den beiden Großmüttern ihres Vaters benannt ist, und einen 2015 geborenen Enkelsohn, dem das im September 2015 bei DVA erschienene Buch Marcel Reich-Ranicki: Meine deutsche Literatur seit 1945 gewidmet wurde.
Zuletzt litt Ranicki an Leukämie und starb am 21. Februar 2018 in Edinburgh 69-jährig im Beisein seiner Ehefrau.

## Schriften
- Exact sequences in the algebraic theory of surgery (= Mathematical Notes. 26). Princeton University Press, Princeton NJ 1981, ISBN 0-691-08276-6.
- als Herausgeber mit Norman Levitt, Frank Quinn: Algebraic and geometric topology. Proceedings of a Conference held at Rutgers University, New Brunswick, USA, July 6–13, 1983 (= Lecture Notes in Mathematics. 1126). Springer, Berlin u. a. 1985, ISBN 3-540-15235-0.
- Lower K- and L-Theory (= London Mathematical Society. Lecture Notes Series. 178). Cambridge University Press, Cambridge u. a. 1992, ISBN 0-521-43801-2.
- Algebraic {\displaystyle L}-Theory and Topological Manifolds (= Cambridge Tracts in Mathematics. 102). Cambridge University Press, Cambridge u. a. 1992, ISBN 0-521-42024-5.
- mit Bruce Hughes: Ends of complexes (= Cambridge Tracts in Mathematics. 123). Cambridge University Press, Cambridge u. a. 1996, ISBN 0-521-57625-3.
- als Herausgeber mit Steven C. Ferry, Jonathan Rosenberg: Novikov Conjectures, Index Theorems and Rigidity. Oberwolfach 1993 (= London Mathematical Society. Lecture Notes Series. 226–227). 2 Bände. Cambridge University Press, Cambridge u. a. 1995, ISBN 0-521-49796-5 (Bd. 1), ISBN 0-521-49795-7 (Bd. 2).
- als Herausgeber: The Hauptvermutung Book. A Collection of Papers of the Topology of Manifolds (= {\displaystyle K}-monographs in mathematics. 1). Kluwer, Dordrecht u. a. 1996, ISBN 0-7923-4174-0.
- High dimensional knot theory. Algebraic Surgery in Codimension 2. Springer, Berlin u. a. 1998, ISBN 3-540-63389-8.
- als Herausgeber mit David Lewis, Eva Bayer-Fluckiger: Quadratic forms and their applications. Proceedings of the Conference on Quadratic Forms and Their Applications, July 5–9, 1999, University College Dublin (= Contemporary Mathematics. 272). American Mathematical Society, Providence RI 2000, ISBN 0-8218-2779-0.
- als Herausgeber mit Sylvain Cappell, Jonathan Rosenberg: Surveys on Surgery Theory. Papers dedicated to C. T. C. Wall (= Annals of Mathematics Studies. 145 und 149). 2 Bände. Princeton University Press, Princeton NJ u. a. 2000–2001, ISBN 0-691-04937-8 (Bd. 1), ISBN 0-691-08814-4 (Bd. 2).
- Algebraic and geometric surgery. Clarendon Press, Oxford u. a. 2002, ISBN 0-19-850924-3.
- als Herausgeber: Noncommutative localization in algebra and topology (= London Mathematical Society. Lecture Note Series. 330). Cambridge University Press Cambridge u. a. 2006, ISBN 0-521-68160-X.

## Film
- Ich, Reich-Ranicki. Dokumentation, 2006, 107 Minuten, Buch und Regie: Lutz Hachmeister, Gert Scobel.